# Borsec
Borsec (en hongrois Borszék, en allemand Bad Borseck) est une ville du județ de Harghita, dans le Pays sicule, en Transylvanie. Située au fond d'une dépression, la ville est connue pour ses sources d'eau minérale. Borsec a été longtemps la plus importante station balnéaire de Transylvanie.

## Politique
| Période | Période  | Identité   | Étiquette | Qualité |
| ------- | -------- | ---------- | --------- | ------- |
| 2008    | En cours | József Mik | UDMR      |         |

| Parti | Parti                                           | Sièges |
| ----- | ----------------------------------------------- | ------ |
|       | Union démocrate magyare de Roumanie (UDMR)      | 7      |
|       | Parti social-démocrate (PSD)                    | 2      |
|       | Parti populaire hongrois de Transylvanie (PPMT) | 2      |

## Démographie
Lors du recensement de 2011, 76,28 % de la population se déclarent hongrois, 21,74 % comme roumains (1,66 % ne déclarent pas d'appartenance ethnique et 0,30 % déclarent appartenir à une autre ethnie).